# Crowheart
Crowheart is een plaats (census-designated place) in de Amerikaanse staat Wyoming, en valt bestuurlijk gezien onder Fremont County.

## Demografie
Bij de volkstelling in 2000 werd het aantal inwoners vastgesteld op 163.

## Geografie
Volgens het United States Census Bureau beslaat de plaats een oppervlakte van 81,0 km², geheel bestaande uit land. Crowheart ligt op ongeveer 1858 m boven zeeniveau.

## Plaatsen in de nabije omgeving
De onderstaande figuur toont nabijgelegen plaatsen in een straal van 76 km rond Crowheart.